# Klaus Eidam
Klaus Eidam (* 23. Mai 1926 in Chemnitz; † 1. Januar 2006 in Oberaudorf) war ein deutscher Dramaturg.

## Leben
Er war der Sohn eines Lehrers. Nach dem Besuch des Gymnasiums in seiner Heimatstadt nahm er zunächst als Flakhelfer, gegen Kriegsende dann als Infanterist am Zweiten Weltkrieg teil und wurde wegen einer Verwundung auf Heimaturlaub geschickt.
Von 1946 bis 1958 war Eidam als Schauspieler, Dramaturg und schließlich als Chefdramaturg in Bernburg, Greiz, Dresden und Berlin tätig. 1959 nahm er für eine Revue in Greiz erste Kontakte mit dem Verlagshaus Meisel auf. Von 1960 bis 1980 wirkte Eidam als Leiter der Theaterabteilung des Musikverlags VEB Lied der Zeit in Ostberlin (Operette, Musical, Musikalisches Lustspiel). Von 1987 bis 2001 war er freier Mitarbeiter der Meisel-Verlage für den Theaterbereich.
Klaus Eidam war Theoretiker für die Entwicklung des Musicals im Heiteren Musiktheater der DDR und begleitete dessen Entwicklung durch Analysen und Expertisen ebenso wie als Textdichter und Übersetzer.

## Auszeichnungen
- 1994 erhielt er die Bismarck-Medaille in Silber für die Pflege deutschen Bühnenschaffens.[3]
- 1997 erhielt er den Bolten-Beckers-Preis der GEMA für „hervorragende Leistungen auf dem Gebiet des populären Musiktheaters“.[5]

## Veröffentlichungen
- Klaus Eidam: Robert Stolz. Biographie eines Phänomens. Lied der Zeit Musikverlag, Berlin 1989, ISBN 3-7332-0051-9.
- Klaus Eidam: Das Wahre Leben des Johann Sebastian Bach. Piper, München / Zürich 1999, ISBN 3-492-04079-9.

## Textbücher zum Heiteren Musiktheater der DDR (Musikalisches Lustspiel, Musical)
- Rund ist die Welt. Musical – Musik von Wolfram Heicking – Textbuch von Klaus Eidam – Uraufführung: 1. Juni 1961, Städtische Theater Leipzig – Kleines Haus Dreiindenstraße
- Urlaub ins Glück. Musical – Musik von Stefan Kerst – Textbuch von Klaus Eidam – Ring-Uraufführung: 10. Februar 1962, Städtische Theater Leipzig – Kleines Haus Dreiindenstraße – 17. Februar 1962, Volkstheater Rostock (Kleines Haus) – 24. Februar 1963, Frankfurt an der Oder – 28. März 1963, Theater Gera
- Connie und der Löwe. Musical – Musik von Rolf Zimmermann – Textbuch von Klaus Eidam – Uraufführung: 12. Mai 1968, Landestheater Halle
- Mit 60 fängt das Leben an. Musical – Musik von Rudi Werion – Textbuch von Klaus Eidam – Uraufführung: 5. Dezember 1970, Landestheater Halle
- Frohes Wochenend. Musical (Musikalisches Lustspiel) – Musik von Rolf Zimmermann – Textbuch von Klaus Eidam und Klaus Winter – Uraufführung: 1976, Landestheater Halle (Kammerspiele)
- Geld wie Heu. Musical – Musik von Rudi Werion – Textbuch von Klaus Eidam – Uraufführung: 15. April 1977, Metropoltheater Berlin
- Des Königs Datsche. Musical (Musikalisches Lustspiel) – Musik von Martin Hattwig – Textbuch von Klaus Eidam und Klaus Winter – Uraufführung: 30. März 1982, Landestheater Halle (Kammerspiele)

## Drehbuchautor
- 1982: Soviel Wind und keine Segel (Fernsehfilm)
- 1987: Der Freischütz in Berlin (Fernsehfilm)